# Prospekt Vernadskogo (Mosca)
Il quartiere Prospekt Vernadskogo (in russo Район Проспект Вернадского?) è un quartiere di Mosca sito nel Distretto Occidentale.
Il territorio del quartiere è compreso tra i fiumi Ramenka e Samorodinka, nella parte nord-occidentale dell'area, sulla riva destra del fiume Samorodinka, sorgeva l'abitato di Nikolskoe.
Viene incluso nel territorio della città di Mosca nell'agosto del 1960 e successivamente soggetto ad una consistente urbanizzazione. Tra il 1997 e il 1998 vi viene realizzato il villaggio olimpico per ospitare gli atleti dei primi Giochi Mondiali della Gioventù, che si tengono a Mosca nel 1998.